# Viola stewardiana
Viola stewardiana W.Becker – gatunek roślin z rodziny fiołkowatych (Violaceae). Występuje endemicznie w Chinach – w prowincjach Anhui, Fujian, południowo-wschodnim Gansu, Guangdong, Kuejczou, Henan, Hubei, Hunan, Jiangsu, Jiangxi, południowym Shaanxi, Syczuan i Zhejiang. 

## Morfologia
PokrójBylina dorastająca do 10 cm wysokości, tworzy kłącza.
LiścieBlaszka liściowa ma owalnie trójkątny kształt. Mierzy 1,5–3 cm długości oraz 1,5–2,5 cm szerokości, jest karbowana na brzegu, ma nasadę od ściętej do klinowej i nagle zaostrzony wierzchołek. Ogonek liściowy jest nagi i ma 15–30 mm długości. Przylistki są równowąsko lancetowate i osiągają 5–12 mm długości.
KwiatyPojedyncze, wyrastające z kątów pędów. Mają działki kielicha o podługowato lancetowatym kształcie i dorastające do 3–4 mm długości. Płatki są od odwrotnie jajowatych do łyżeczkowatych, mają purpurową barwę oraz 8 mm długości, dolny płatek jest odwrotnie jajowaty, mierzy 14 mm długości, posiada obłą ostrogę o długości 6 mm.
OwoceTorebki mierzące 6 mm średnicy, o niemal kulistym kształcie.

## Biologia i ekologia
Rośnie w lasach, na łąkach i skarpach. Występuje na wysokości od 400 do 1500 m n.p.m.